# Prolativus
A prolativus, prosecutivus vagy vialis egy nyelvtani eset, mely határozót fejez ki 'útján, révén, által' jelentésben. A finnugor nyelvekben a prolativus esetben álló főnév kifejezi azt, amin valaki vagy valami mozogni képes, illetve amin valakit vagy valamit el lehet küldeni.

## Finn nyelv
A finn nyelvben a prolativus ragja a  -tse. Mind többes, mind egyes számban használatos.
Pl. postitse = postán (keresztül), postai úton, posta útján. Az egyes számú alakok ritkán használatosak a finnben.

## Fordítás
- Ez a szócikk részben vagy egészben  a   Prolativ című német Wikipédia-szócikk fordításán alapul.  Az eredeti cikk szerkesztőit annak laptörténete sorolja fel. Ez a jelzés csupán a megfogalmazás eredetét és a szerzői jogokat jelzi, nem szolgál a cikkben szereplő információk forrásmegjelöléseként.